# Shwayze (album)
Shwayze è l'album d'esordio del rapper californiano Shwayze. Il primo singolo estratto dall'album è stato  Buzzin' featuring Cisco Adler. L'album è stato pubblicato dalla Suretone il 19 agosto 2008.

## Tracce
1. Roamin'
2. Lazy Days
3. Corona and Lime
4. Buzzin'
5. Don't Be Shy
6. Hollywood
7. Polaroid
8. James Brown Is Dead
9. Lost My Mind
10. Mary Jane
11. Lazy Susan
12. Flashlight (feat. Dave Navarro)
13. Buzzin' (DJ Skeet Skeet & Cory Nitta Remix) (iTunes Bonus Track)
14. High Together (ghost track)